# Sluneční stráň
Sluneční stráň je přírodní rezervace jižně od města Ústí nad Labem na severním okraji městské části Brná v okrese Ústí nad Labem. Oblast spravuje AOPK ČR Správa CHKO České středohoří. Důvodem ochrany je uchování typické geobiocenózy Českého středohoří s výraznou teplomilnou květenou.

## Fauna a flóra
Je zde možno spatřit jmelí bílé (Viscum album), okrotici bílou (Cephalanthera damasonium), kosatec bezlistý (Iris aphylla), tařici skalní (Aurinia saxatilis), lomikámen vždyživý (Saxifraga paniculata), dvojštítek měnlivý  a bělozářku liliovitou (Anthericum liliago). Místní křoviny jsou tvořeny především trnkovými a šípkovými keři. Hojně se zde vyskytují lišejníky. Podle posledního botanického průzkumu, který byl proveden r. 2012, se zde stále nachází přes 230 druhů rostlin. Mělo by se zde vyskytovat 84 druhů obratlovců a 17 druhů mravenců. Dříve tu byl objeven chrobák vrubounovitý (Sisyphus schaefferi). Žije zde i plch velký (Glis glis). 
Sluneční stráň u Brné je tvořena částečně autometamorfovaným čedičem a je obrácena k jihu. Má tedy optimální podmínky pro rozvoj typické teplomilné flóry. Na jižním svahu jsou skalky a otevřené porosty, severní svah hřebene hřeben a úpatí jsou zarostlé doubravou. Na malém místě u skal je vysazen akát, který působí poněkud rušivě uprostřed jinak velmi přirozené a snad aspoň částečně původní květeny. V plném rozvoji, bývá to počátkem června, jsou zde nápadné zejména třemdava bílá (Dictamnus albus), která zde roste hojně zejména v blízkosti lesního okraje na skalách (v takovém počtu neroste nikde jinde v okrese), a kokořík lékařský - Polygonatum odoratum (též nazýván i vonný). V okraji lesa a podél cestiček tvoří i větší souvislé porosty.

## Majetkové poměry
Rezervace je rozdělena na dva pozemky, a to na neplodnou půdu a lesní pozemek, který zasahuje do oblasti rezervace. Území rezervace je soukromým majetkem Margaret Brooks Lobkowicz.